# 赤部
赤部（）は、漢字を部首により分類したグループの一つ。
康熙字典214部首では155番目に置かれる（7画の9番目、酉集の9番目）。

## 概要
「赤」字は赤色を意味する。「大」（人の象形）と「火」を組み合わせた会意文字であり、火の色と引伸して赤色を意味するようになった。
また「赤」字には生まれたての嬰児の意味があり、「赤子」といった熟語を作る。
また形容詞として何も無いという意味があり、引伸して動詞として殺しつくすこと、滅ぼすことを意味したり、曇りのない純粋な心や忠誠心、裸などむき出しの様を意味した。
その他、仮借義として「斥」に通じてスパイを、「尺」に通じて長さの単位を意味することがあった。
なお赤という色彩を表す字はいくつかあるが、それを深い色から浅い色の順に並べると、「絳」「朱」「赤」「丹」「紅」の順であった。しかし、「赤」と「紅」は中古には混同されるようになり、赤色はもっぱら「紅」字で表されるようになって現代に至っている。
このため日本語に入ってきた赤色に関する熟語でも先秦・漢代文献に由来するものは「赤」字が使われるが、唐詩など中古文献に由来するものには「紅」字が使われていることが多い。
ただし、日本では、これら熟語を別にして、「紅色」（べにいろ・くれないいろ）といった場合、上古の字義である薄い赤でも、中古の字義である赤でもなく、鮮紅色すなわち鮮やかな赤色を指すので注意が必要である。
偏旁の意符としては赤色に関することを示す。このとき左側の偏の位置に置かれ、左右構造を作る。

## 部首の通称
- 日本：あか・あかへん
- 韓国：붉을적부（bulgeul jeok bu、あかの赤部）
- 英米：Radical red

## 部首字
赤
- 中古音
  - 広韻 - 昌石切、昔韻、入声
  - 詩韻 - 陌韻、入声
  - 三十六字母 - 穿母三等
- 現代音
  - 普通話 - ピンイン：chì 注音：ㄔˋ ウェード式：ch'ih4
  - 広東語 - Jyutping:cik3(cek3) イェール式:chik3(chek3)
- 日本語 - 音：セキ（漢音）・シャク（呉音） 訓：あか・あかい・あからむ・あからめる
- 朝鮮語 - 音：적(jeok) 訓：붉을（bulgeul、あかい）・벌거벗을（beolgeobeoseul、裸になる）

## 例字
- 赤
- 4:赦、5:赧、7:赫、9:赭